# Desarrollo del canon bíblico cristiano
Los cánones bíblicos cristianos están conformados por aquellos libros que los cristianos consideran como divinamente inspirados y que constituyen la Biblia cristiana. Los libros incluidos en estos cánones bíblicos cristianos, tanto del Antiguo como del Nuevo Testamento, fueron decididos en el siglo V por la antigua Iglesia indivisa (que incluye tanto las tradiciones católicas y ortodoxa oriental) y fue reafirmado por la Iglesia católica como consecuencia de la Reforma Protestante en el Concilio de Trento (1546). Los cánones de la Iglesia de Inglaterra y los calvinistas ingleses se decidieron definitivamente en los Treinta y Nueve Artículos (1563) y la Confesión de Fe de Westminster (1647), respectivamente. El Sínodo de Jerusalén (1672) estableció los cánones adicionales ampliamente aceptados en toda la Iglesia Ortodoxa. Los cánones del Antiguo y Nuevo Testamento no se desarrollaron de forma independiente el uno del otro y la mayoría de las fuentes principales para el canon especifican tanto los libros del Antiguo y del Nuevo Testamento. Una tabla completa de las escrituras bíblicas de ambos Testamentos, con respecto a la aceptación canónica en varias tradiciones principales de la cristiandad, se puede encontrar aquí.

## Desarrollo del canon del Antiguo Testamento
El Antiguo Testamento (a veces abreviado AT) es la primera sección del canon bíblico cristiano de dos partes y se basa en la Biblia hebrea, pero puede incluir varios libros deuterocanónicos o Anagignoskomena dependiendo de la denominación cristiana en particular.
Siguiendo la Veritas Hebraica de Jerónimo, el Antiguo Testamento protestante se compone de los mismos libros de la Biblia hebrea, pero el orden y la numeración de los libros son diferentes. Los protestantes listan 39 libros del Antiguo Testamento, mientras que los judíos cuentan los mismos libros como 24. Esto se debe a los judíos consideran a Samuel, Reyes y Crónicas formando un solo libro cada uno, el grupo de los 12 profetas menores en un solo libro, y también consideran Esdras y Nehemías un solo libro.
La explicación tradicional del desarrollo del canon del Antiguo Testamento describe dos conjuntos de libros del Antiguo Testamento, los libros protocanónicos y los deuterocanónicos (estos últimos considerados no canónicos por los protestantes). Según esta teoría, ciertos padres de la Iglesia aceptaron la inclusión de los libros deuterocanónicos en función de su inclusión en la Septuaginta (especialmente Agustín), mientras que otros cuestionaron su estado y no los aceptaron como escritura divinamente inspirada (especialmente Jerónimo). Michael Barber, un teólogo católico, sostiene que esta reconstrucción es extremadamente inexacta.
| ~ Libros del Antiguo Testamento ~ |
| --- |
| La Biblia hebrea o Tanaj. Canon común del judaísmo, samaritanismo y cristianismo - Génesis - Éxodo - Levítico - Números - Deuteronomio |
| Canon común del judaísmo y el cristianismo, pero excluido por los samaritanos: - Josué - Jueces - Rut - 1–2 Samuel - 1–2 Reyes - 1–2 Crónicas - Esdras - Nehemías - Ester - Job - Salmos - Proverbios - Eclesiastés - Cantar de los Cantares - Isaías - Jeremías - Lamentaciones - Ezequiel - Daniel - Profetas menores (Oseas, Joel, Amós, Abdías, Jonás, Miqueas, Nahúm, Habacuc, Sofonías, Hageo, Zacarías, Malaquías). Estos conforman un solo libro en la Biblia judía, denominado Trei Asar o Los Doce. |
| Incluidos por los católicos y los ortodoxos, pero excluidos por los judíos, samaritanos y la mayoría de los protestantes: - Tobit - Judit - 1 Macabeos - 2 Macabeos - Sabiduría (de Salomón) - Sirácides - Baruc, incluyendo la Carta de Jeremías (adiciones griegas a Jeremías) - Adiciones a Daniel - Adiciones a Esther |
| Incluidos por los ortodoxos (Sínodo de Jerusalén): - 1 Esdras - 3 Macabeos - 4 Macabeos (en un apéndice pero no canónico) - Oración de Manasés - Salmo 151 |
| Incluido por los ortodoxos rusos y etíopes: - 2 Esdras |
| Incluidos por los ortodoxos etíopes: - Jubileos - Enoc - 1, 2 y 3 Macabeos |
| Incluidos en la biblia siríaca Peshitta: - Salmos 152-155 - 2 Baruc |

## Desarrollo del canon del Nuevo Testamento
El desarrollo del canon del Nuevo Testamento fue, al igual que el del Antiguo Testamento, un proceso gradual.
Ireneo cita y menciona 21 libros que acabarían siendo parte del Nuevo Testamento, los excluidos son Filemón, Hebreos, Santiago, 2 Pedro, 3 Juan y Judas. A comienzos del siglo III, Orígenes de Alejandría podría haber estado usando los mismos 27 libros como en el moderno Nuevo Testamento, aunque todavía había disputas sobre la canonicidad de Hebreos, Santiago, 2 Pedro, 2 y 3 Juan, y Apocalipsis. Del mismo modo, quizás tan pronto como el año 200, existía un conjunto de escritos cristianos algo similar a lo que hoy es el Nuevo Testamento de 27 libros, que incluía cuatro evangelios y se oponía a las objeciones contra ellos. Así, mientras que había muchas discusiones en la Iglesia Primitiva sobre el canon del Nuevo Testamento, los principales escritos fueron aceptados por casi todas las autoridades cristianas a mediados del siglo II.
Los próximos 200 años siguieron un proceso similar de debate continuo por toda la Iglesia, y criterios localizadas de aceptación. Como la Iglesia trabajó para ser de una sola mente, la integridad aproximada de acuerdo se fusionó gradualmente más hacia la unidad. Este proceso aún no se había completado en el momento del Primer Concilio de Nicea en el año 325, aunque se habían hecho progresos sustanciales para entonces. Se ha conjeturado que la comisión de Constantino en el 331 de cincuenta ejemplares de la Biblia para la Iglesia en Constantinopla pudo haber sido una ocasión temprana para el establecimiento de una lista formal de los libros canónicos, dando lugar a afirmaciones oficiales posteriores, aunque no existe evidencia concreta para apoyar la idea. A falta de una lista establecida, la resolución de cuestiones normalmente se dirigían a través de la sede de Constantinopla, en consulta con el obispo Eusebio de Cesarea (quien recibió la comisión), y tal vez otros obispos que estaban disponibles localmente.
En su carta de Pascua de 367, Atanasio, obispo de Alejandría, dio una lista de exactamente los mismos libros que se convertirían oficialmente el canon del Nuevo Testamento, y él usó la palabra «canonizado» (kanonizomena) con respecto a ellos. El primer consejo que aceptó el actual canon católico (el Canon de Trento) pudo haber sido el Sínodo de Hipona en África del Norte (393 d. C.); los actos de este consejo, sin embargo, se han perdido. Un breve resumen de los actos fue leído en y aceptado por los Concilios de Cartago en 397 y 419. Estos concilios fueron convocados bajo la autoridad de Agustín, que consideraba el canon como ya cerrado. El Concilio de Roma de Dámaso I, si el Decretum Gelasianum se asocia correctamente con este, emitió un canon bíblico idéntico al que se ha mencionado anteriormente; o, si no, la lista es, al menos, una compilación del siglo VI. Del mismo modo, la edición de la Vulgata latina de la Biblia, c. 383, fue decisiva en la fijación del canon en Occidente. En c. 405, Inocencio I envió una lista de los libros sagrados a un obispo galo, Exuperio de Toulouse. Los estudiosos cristianos afirman que, cuando estos obispos y concilios hablaron sobre el asunto, no fueron definiendo algo nuevo, sino que «ratificaron lo que ya se había establecido en la mente de la Iglesia». Así, desde el siglo V en adelante, la Iglesia de Occidente fue unánime en relación canon del Nuevo Testamento.
El último libro en ser aceptado universalmente fue el libro de Apocalipsis, aunque con el tiempo toda la Iglesia oriental también estuvo de acuerdo. Por lo tanto, por el siglo V, tanto las Iglesias occidental y oriental habían llegado a un acuerdo sobre la cuestión del canon del Nuevo Testamento. El Concilio de Trento de 1546 reafirmó su finalización en el catolicismo como consecuencia de la Reforma Protestante. Los Treinta y Nueve Artículos de 1563 para la Iglesia de Inglaterra y la Confesión de Fe de Westminster de 1647 para el calvinismo inglés establecieron las finalizaciones oficiales de esas nuevas ramas del cristianismo en vista de la ruptura con Roma. El Sínodo de Jerusalén de 1672 no hizo cambios en el canon del Nuevo Testamento para los ortodoxos, pero resolvió algunas preguntas acerca de algunos de los libros del Antiguo Testamento de menor importancia para los ortodoxos griegos y la mayoría de las otras jurisdicciones ortodoxas (que decidieron aceptarlo).
| ~ Libros del Nuevo Testamento ~ |
| --- |
| - Mateo - Marcos - Lucas - Juan - Hechos - Romanos - 1 Corintios - 2 Corintios - Gálatas - Efesios - Filipenses - Colosenses - 1 Tesalonicenses - 2 Tesalonicenses - 1 Timoteo - 2 Timoteo - Tito - Filemón - Hebreos - Santiago - 1 Pedro - 2 Pedro - 1 Juan - 2 Juan - 3 Juan - Judas - Apocalipsis |

## Lectura adicional
- Armstrong, Karen (2007) The Bible: A Biography. Books that Changes the World Series. Atlantic Monthly Press. ISBN 0-87113-969-3